# Хари де Винт
Хари Вилс Дарел де Винт (Harry Willes Darell de Windt, 9. април 1856, Париз – 30. новембар 1933, Борнмут), енглески путописац и истраживач. Објављивао књиге под именом Хари де Винт. Син капетана Џозефа Клејтона Џенинса де Винта. Примљен је на колеџ Магдалена у Кембриџу 1875. године, али није дипломирао јер је путовао са својим шураком од 1876. до 1878.
У књизи Кроз неразвијену Европу описао своје путовање кроз Србију, боравак на двору Обреновића, Мајски преврат и прилике у Београду и Србији почетком ХХ века.

## Објављене књиге
- Overland from Paris to New York via Siberia (Копном од Париза до Њујорка преко Сибира), 1889.
- Peking to Paris (Од Пекинга до Париза), 1889.
- Russia to India via Persia (Од Русије до Индије преко Персије), 1891.
- Through Savage Europe; Being the Narrative of a Journey, throughout the Balkan States and European Russia (Кроз неразвијену Европу, од балканских држава до европске Русије. Са сто илустрација), 1907.